# Borkowice (województwo dolnośląskie)
Borkowice (niem. Burgwitz) – wieś w Polsce położona w województwie dolnośląskim, w powiecie trzebnickim, w gminie Oborniki Śląskie.

## Podział administracyjny
W latach 1975–1998 miejscowość administracyjnie należała do województwa wrocławskiego.

## Nazwa
Nazwa Borkowice pochodzi od słowiańskiej nazwy borek, zdrobnienia od staropolskiej nazwy lasu iglastego - boru. Wskazuje ona na patronimiczny charakter nazwy pochodzącej od męskiego nazwiska Borek, który był protoplastą rodu i założycielem wsi. Końcówka "ice" charakterystyczna jest dla słowiańskich nazw patronimicznych wywodzących się od imion patronów rodu. Według niemieckiego językoznawcy Heinricha Adamy’ego nazwa miejscowości należy do grupy nazw patronomicznych i pochodzi od imienia Borko. W swoim dziele o nazwach miejscowości na Śląsku wydanym w 1888 roku we Wrocławiu Adamy wymienia jako najstarszą zanotowaną nazwę miejscowości Borkowicz podając jej znaczenie "Dorf des Borko" czyli po polsku "Wieś Borka". Pierwotna polska nazwa Borkowice została później przez Niemców fonetycznie zgermanizowana na Burgwitz tracąc swoje pierwotne znaczenie.
W księdze łacińskiej Liber fundationis episcopatus Vratislaviensis (pol. Księga uposażeń biskupstwa wrocławskiego) spisanej za czasów biskupa Henryka z Wierzbna w latach 1295–1305 miejscowość wymieniona jest w zlatynizownej formie Borcowitz.
Polską nazwę Borkowice oraz niemiecką Burgwitz wymienia w 1896 roku śląski pisarz Konstanty Damrot w książce o nazewnictwie miejscowym na Śląsku. Damrot w swojej książce wymienia również starsze nazwy z łacińskich dokumentów z roku 1218: Borconis i Borcowicz.

## Historia
Wieś zasiedlona w 1946 r. w większości przez wygnanych w 1945 r. mieszkańców Czyszek koło Lwowa. Duża grupa byłych mieszkańców Czyszek zamieszkała w pobliskich miejscowościach jak: Trzebnica, Oborniki Śląskie, Pęgów.